# Т-125
Т-125 — советский колёсный трактор общего назначения, выпускавшийся Харьковским тракторным заводом с 1962 по 1969 год. Предназначен для выполнения сельскохозяйственных, транспортных, дорожно-строительных и других работ.

## Конструкция
На тракторе установлен шестицилиндровый четырёхтактный двигатель АМ-03 мощностью 130 л.с. с водяным охлаждением и запуском при помощи пускового двигателя с электростартером. Муфта сцепления — фрикционная сухая двухдисковая постоянно замкнутого типа. Коробка передач — четырёхскоростная с ходоуменьшителем. Передний мост, являющийся ведущим, включается при помощи двухступенчатой раздаточной коробки параллельно с задним. Тормоза колодочные с пневматическим приводом.
Рама трактора состоит из двух частей, сочленённых между собой вертикальными и горизонтальными шарнирами. Передний мост имеет рессорную подвеску. Поворот трактора осуществляется при помощи рулевого механизма с гидроусилителем.
Трактор оснащен гидравлической навесной системой, гидрокрюком, прицепной скобой и ходоуменьшителем. Кабина трактора двухместная с вентиляцией, обогревом и откидным передним стеклом.